# RCN Televisión
RCN Televisión, có thương hiệu là Canal RCN (Radio Cadena Nacional), là một mạng truyền hình Colombia thuộc sở hữu của Organización Ardila Lülle. Nó được thành lập như một công ty sản xuất nội dung vào ngày 23 tháng 3 năm 1967 và chính thức ra mắt như một kênh độc lập vào ngày 10 tháng 7 năm 1998.

## Lịch sử
RCN Televisión được thành lập vào năm 1967 với tư cách là một công ty sản xuất truyền hình, ban đầu là một phần của RCN Radio. Năm 1998, nó trở thành mạng truyền hình quảng bá thương mại, cạnh tranh với Caracol Televisión.

## Lập trình
Chương trình của nó bao gồm telenovelas, tin tức, thể thao, giải trí, phim truyền hình dài tập và chương trình thực tế. Yo soy Betty, la fea là bộ phim truyền hình thành công nhất do nhà mạng sản xuất, trên thực tế nó đã được xuất khẩu sang nhiều nước, trong đó có bản chuyển thể tiếng Việt mang tên Cô gái xấu xí (do VTV3 sản xuất) và một số phiên bản địa phương đã được tạo ra.

## Nhưng kênh truyên hinh
- Canal RCN - kênh truyền hình chính
- NTN24 - kênh tin tức
- Win Sports - kênh thể thao
- Win Sports+ - kênh thể thao HD
- RCN Nuestra Tele Internacional - kênh quốc tế
- RCN Novelas - kênh truyền hình dài tập
- RCN HD2 - kênh độ nét cao mô phỏng các chương trình truyền hình từ Canal RCN